# دیمفلین
دیمفلین (انگلیسی: Dimefline) نوعی محرک تنفسی است.